# 今村真悟
今村 真悟（いまむら しんご、1988年2月20日 - ）は、日本の俳優である。千葉県出身。関東国際高等学校演劇科出身。血液型はO型。
高校卒業後声優であり、演出家の野沢那智が代表を務めるパフォーミングアートセンター/オフィスPACに所属。
ミュージカル『スライスオブサタデーナイト』でリック役として初主演。
2007年劇団四季オーディション合格。2008年研究所入所。『ジーザス・クライスト＝スーパースター』ジャポネスクヴァージョンのアンサンブルで四季初舞台を踏む。
2010年『ライオンキング』出演。
2013年退団。
退団後は声優、演出家としても活動中。
若手声優団体声珈琲を演出、指導をしていた。
2015年9月、ミュージカル制作ユニット「エスプロジェクト」を発足。
声域はハイバリトン。
趣味は手品と乗馬。
阪神タイガースの大ファンでもある。

## 出演作品
- ジーザス・クライスト＝スーパースター ジャポネスクヴァージョン - 群衆
- ジーザス・クライスト＝スーパースター エルサレムヴァージョン - 群衆
- ライオンキング - シンガーアンサンブル
- スライスオブサタデーナイト - リック
- 日本ジャズダンス芸術協会特別公演Oh!Dancing! - ダンサー
- 君の住む街 - 緑の妖精